# Río Bodoquero
Río Bodoquero är ett vattendrag i Colombia.   Det ligger i departementet Caquetá, i den sydvästra delen av landet, 400 km söder om huvudstaden Bogotá.